# Excelsior (Minnesota)
Excelsior è una città degli Stati Uniti nella contea di Hennepin dello Stato del Minnesota. Si trova circa 20 km a ovest di Minneapolis.
Excelsior fu fondata negli anni 1850 sulle rive del lago Minnetonka come luogo di vacanza, principalmente per gli abitanti di Minneapolis e di Saint Paul.
Dal 1925 al 1973 vi si trovava l'Excelsior Amusement Park, un parco divertimenti dotato di una ruota panoramica e altre attrazioni.
Nel 1900 si svolse ad Excelsior la prima edizione dello U.S. Open, un campionato di scacchi statunitense aperto a tutti. Tornò a svolgersi ad Excelsior altre nove volte fino al 1915.
Localmente si dice che i Rolling Stones abbiano trovato ispirazione per la canzone You Can't Always Get What You Want dopo una sosta di Mick Jagger presso questa città, durante la quale ebbe una conversazione con "Mr. Jimmy", un noto personaggio del luogo. Altre versioni invece sostengono che Mick Jagger trovò l'ispirazione mentre si trovava nell'Indiana. Entrambi i fatti non sono però stati accertati.